# Hatto II.

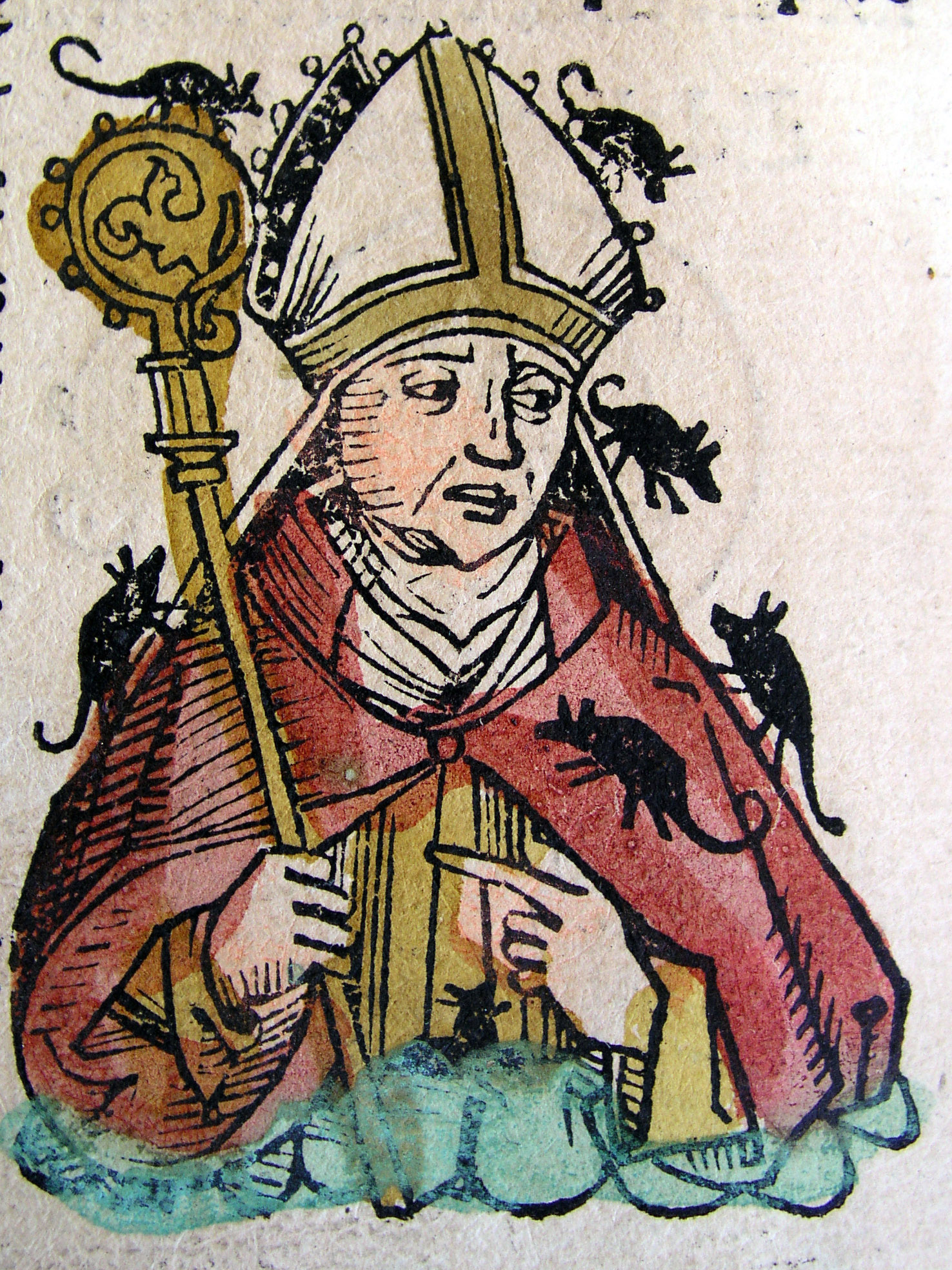
Erzbischof Hatto II. In einer Darstellung aus der Nürnberger Chronik des Hartmann Schedel von 1493.

Hatto II. OSB († 18. Januar 970) war zwischen 956 und 968 Abt von Fulda sowie danach bis zu seinem Tod Erzbischof von Mainz.

## Wirken
Otto der Große setzte ihn auf den Mainzer Erzbischofssitz, da er im Gegensatz zu seinem Vorgänger Befürworter der Errichtung eines Erzbistums in Magdeburg war. Im Oktober 968 stimmte er auf der Synode von Ravenna der Unterstellung der Bistümer Brandenburg, Havelberg, Meißen, Merseburg und Zeitz unter Magdeburg zu und eröffnete so die Möglichkeit einer eigenen Kirchenorganisation östlich von Elbe und Saale. Danach wirkte er, die Erzkanzlerwürde nach vorangegangener Unsicherheit wieder fest mit dem Mainzer Stuhl zu verbinden.

## Legende
Nach einer Legende ließ er den Binger Mäuseturm im 10. Jahrhundert erbauen. Damals soll der hartherzige Bischof, als eine Hungersnot im Land herrschte, den Armen Hilfe aus seinen gefüllten Kornkammern verwehrt haben. Als sie weiterbettelten, soll er sie in eine Scheuer gesperrt und diese von seinen Schergen haben anzünden lassen. Die Schreie der Sterbenden soll er höhnisch mit den Worten „Hört ihr die Kornmäuslein unten pfeifen?“ kommentiert haben. In diesem Moment kamen der Sage nach tausende Mäuse aus allen Ecken gekrochen und wimmelten über den Tisch und durch die Gemächer des Bischofs. Die Masse der Nagetiere habe die Bediensteten in die Flucht geschlagen, und Hatto soll mit einem Schiff den Rhein hinab zur Insel gefahren sein, wo er sich sicher wähnte. Doch als er sich dort eingeschlossen hatte, sei er von den Mäusen bei lebendigem Leibe aufgefressen worden. Diese Legende war weit verbreitet und sollte den Namen erklären. Ab dem 19. Jahrhundert wurde die Legende allerdings zunehmend (auch) Hatto I. zugeschrieben. In der Zeit der Rheinromantik inspirierte das oft gemalte Bauwerk durch seine grausige Legende auch Schriftsteller, wie Clemens Brentano, Victor Hugo und Ferdinand Freiligrath.